# 쿨디가시

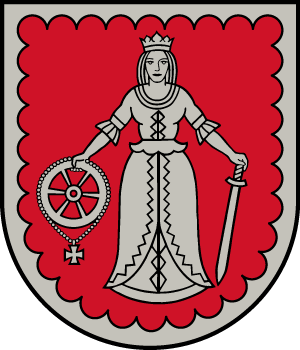
시 문장

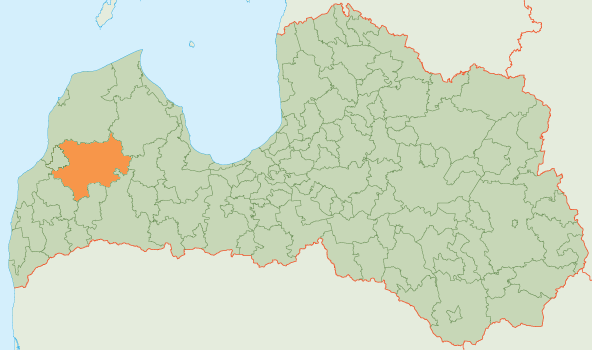
쿨디가 시의 위치

쿨디가시(라트비아어: Kuldīgas novads)는 라트비아의 지방 자치체로 행정 중심지는 쿨디가이며 면적은 1,756.7km2, 인구는 27,430명(2009년 기준), 인구 밀도는 16명/km2이다. 13개 교구를 관할한다.

## 같이 보기
- 라트비아의 행정 구역